# Misbah Khan

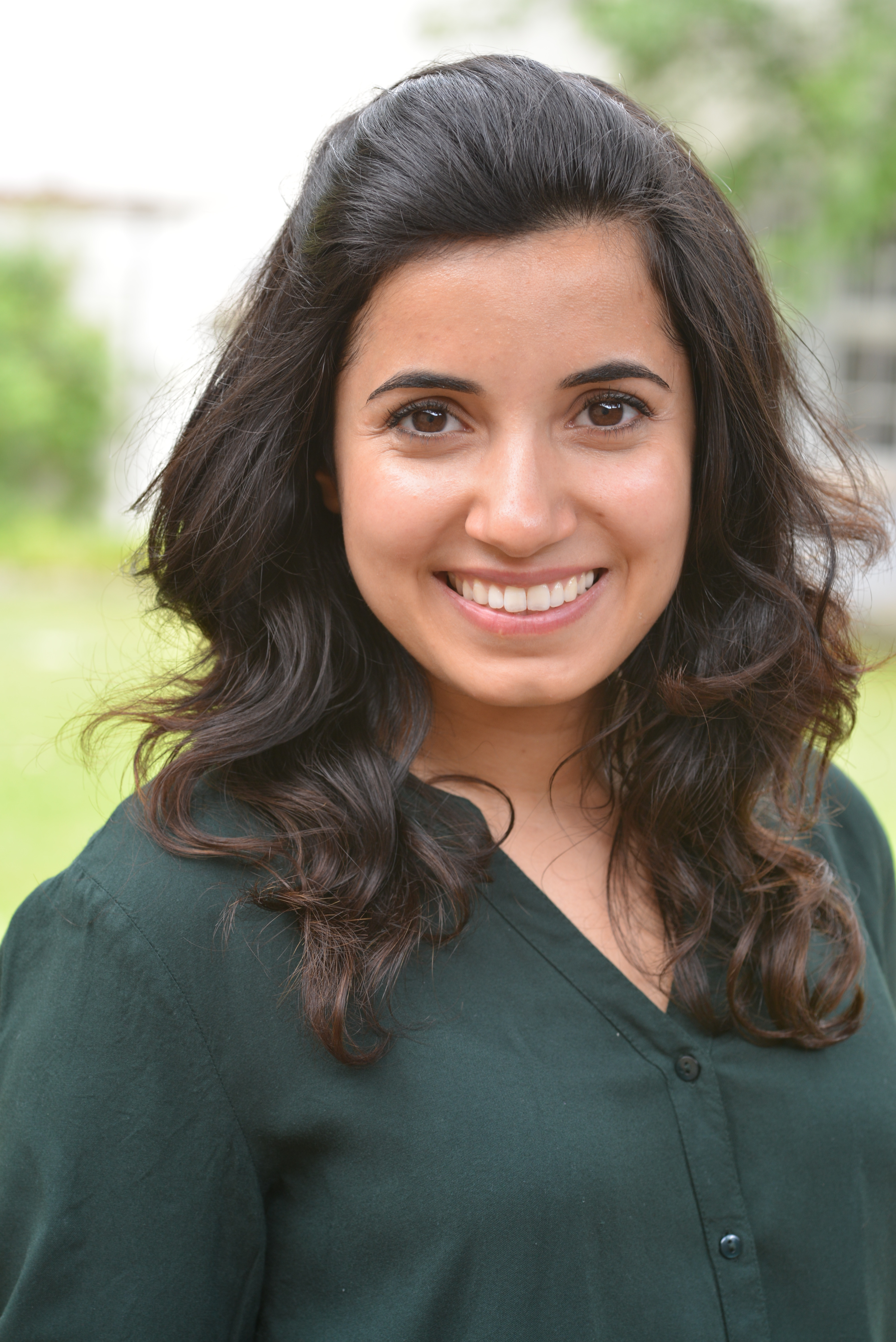
Misbah Khan (2016)

Misbah Sabeen Khan (* 4. Dezember 1989 in Karatschi, Pakistan) ist eine deutsche Politikerin (Bündnis 90/Die Grünen). Seit der Bundestagswahl 2021 ist sie Mitglied des Deutschen Bundestages und war von November 2019 bis März 2022 Landesvorsitzende der rheinland-pfälzischen Grünen.

## Leben und Wirken
Misbah Khans Großeltern mütterlicherseits kamen in den 1950er Jahren aus Pakistan nach Deutschland. Ihr Großvater absolvierte in Heidelberg sein Medizinstudium und seine Facharztausbildung. Die Familie lebt seit 1973 in Meckenheim in der Pfalz. Ihre Mutter zog 1988 zurück nach Pakistan und unterrichtete an einer deutschen Schule in Karatschi. Ihre Eltern zogen nach Meckenheim zurück, als Misbah Khan vier Jahre alt war. Sie bestand ihr Abitur am Kurfürst-Ruprecht-Gymnasium in Neustadt an der Weinstraße und studierte anschließend Politikwissenschaft und British Studies an der Johannes-Gutenberg-Universität in Mainz. Beruflich war sie bei der Landeszentrale für politische Bildung Rheinland-Pfalz tätig, seit 2017 bis zu ihrer Wahl in den Deutschen Bundestag für das Landesamt für Soziales, Jugend und Versorgung Rheinland-Pfalz im Demokratiezentrum Rheinland-Pfalz im Fachbereich religiös begründeter Extremismus.
Misbah Khan ist Muslima.

## Politik
Seit 2008 ist Misbah Khan Mitglied der Grünen, von 2009 bis 2017 war sie Mitglied der Grünen Jugend. Sie war von 2009 bis 2014 Mitglied des Verbandsgemeinderats Deidesheim, dem sie seit 2019 erneut angehört. 2009 bis 2011 und erneut von 2014 bis 2016 war sie Mitglied im Landesvorstand der Grünen Jugend von Rheinland-Pfalz. Im Kreisverband Bad Dürkheim war sie 2010 bis 2011 und erneut 2012 bis 2016 im Kreisvorstand der Grünen. Auf Landesebene ist sie seit 2014 als Sprecherin der Landesarbeitsgemeinschaft Frieden & Internationales aktiv.
Misbah Khan kandidierte bei der Landtagswahl in Rheinland-Pfalz 2016 auf Platz 11 der Landesliste und trat bei der Bundestagswahl 2017 als Direktkandidatin im Wahlkreis Neustadt-Speyer an. Bei der Landesdelegiertenversammlung im November 2019 wurde Misbah Khan zur Landesvorsitzenden der rheinland-pfälzischen Grünen gewählt. Bei der Bundestagswahl 2021 kandidierte sie auf Platz 5 der Landesliste der Grünen Rheinland-Pfalz und errang über den Listenplatz ein Mandat im Deutschen Bundestag; dort wurde sie ordentliches Mitglied im Ausschuss für Digitales und im Ausschuss für Inneres und Heimat sowie stellvertretendes Mitglied im Ausschuss für Menschenrechte und humanitäre Hilfe.
Bei der Bundestagswahl 2025 ist Misbah Khan über Platz 1 der Landesliste von Bündnis 90/Die Grünen in Rheinland-Pfalz in den Deutschen Bundestag eingezogen. In der 21. Legislaturperiode ist sie stellvertretende Vorsitzende der Bündnis 90/Die Grünen Bundestagsfraktion sowie ordentliches Mitglied im Ausschuss für Bildung, Familie, Senioren, Frauen und Jugend.